# Bkerké
Bkerké (también Bkerke o Bkirki) es la sede del patriarcado de Antioquía de los maronitas, situado a 650 m sobre la bahía de Jounieh, al noreste de Beirut, en el Líbano.
Aunque ahora es utilizado exclusivamente por la Iglesia, el área era poseída por la familia noble de Khazen. El clero lo usa bajo un waqf especial.

## Historia

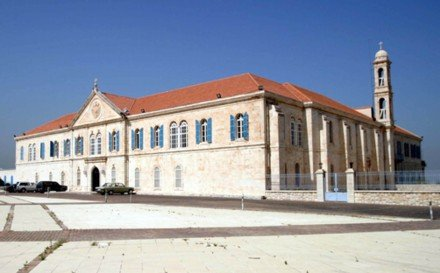
Sede del patriarcado maronita en Bkerké

La sede del patriarcado católico maronita nunca estuvo en Antioquía, ya que desde su creación, alrededor de 858 dC se ha encontrado en Kfarhay, en las montañas de Batroun, aunque su localización pasó por varios lugares de las montañas de Byblos durante unos 500 años, entre ellos Yanouh, Mayfouq, Lehfed, Habeel, Kfifan, Al-Kafr, y Hardeen en la región de Byblos. Luego se trasladó a Qannoubine en el valle de Kadisha debido a la persecución intensificada y permaneció allí desde 1440 hasta 1823 cuando se trasladó a Dimane y finalmente, en 1830, a Bkerké. Hoy, los patriarcas maronitas usan Dimane como residencia de verano y Bkerké como invierno. El edificio anterior en el sitio Bkerké fue un monasterio establecido en 1703. En 1830 se convirtió en la residencia de invierno del patriarca maronita del Líbano. La actual estructura de techo rojo fue construida en 1893 durante la época del patriarca John Peter El Hajj.